# Jeronimus Cornelisz
Jeronimus Cornelisz (* ca. 1598; † 2. Oktober 1629) war ein niederländischer Apotheker und Kaufmann der Niederländischen Ostindien-Kompanie, der mit dem Schiff Batavia in Richtung Java segelte.
Nach dem Schiffbruch in Houtman Abrolhos vor der Westküste Australiens am 4. Juni 1629 ruderte Francisco Pelsaert, der Oberkaufmann des Schiffes, nach Jakarta, um Hilfe zu holen. Er kehrte erst einige Monate später zurück. Während Pelsaerts Abwesenheit führte Cornelisz eine Meuterei an, weswegen er später hingerichtet wurde.

## Leben
Cornelisz wurde wahrscheinlich in Leeuwarden, der Hauptstadt der niederländischen Provinz Friesland, geboren und wuchs in einer mennonitischen Familie auf. Nach der Schule in Dokkum folgte er seinem Vater als Apotheker. Wegen Streitereien mit dem Stadtrat zog Cornelisz nach Haarlem. Dort eröffnete er eine Apotheke in der Nähe des Stadtzentrums. Im November 1627 bekam er mit seiner Frau einen Sohn, doch das Kind starb nach drei Monaten an Syphilis. Da sein Ruf und seine zukünftigen Geschäftsaussichten dadurch zerstört waren, sah sich Cornelisz gezwungen, seinen Laden und seine Vermögenswerte zu verkaufen.

### Die Reise nach Batavia
Cornelisz ging nach Amsterdam und trat dort in den Dienst der Niederländischen Ostindien-Kompanie (VOC). Er wurde im Oktober 1628 als Unterkaufmann auf die Batavia beordert. Das Flaggschiff der Niederländischen Ostindien-Kompanie lief 1629 zu seiner Jungfernfahrt von den Niederlanden nach Java aus. Cornelisz, der hauptsächlich seine soziale Stellung damit stützen wollte, schloss Freundschaft mit dem Kapitän der Batavia, Ariaen Jacobsz. Beide mochten den Kommandanten des Schiffes, den VOC-Offizier Francisco Pelsaert, nicht. Laut dem später von Pelsaert verfassten Buch plante er beinahe sofort eine Meuterei – obwohl dies angesichts des Umstands, dass es sich um ein bedeutendes VOC-Schiff mit bezahlter Besatzung und bewaffneten Soldaten zum Schutz von Wertsachen handelte, äußerst schwierig gewesen wäre.

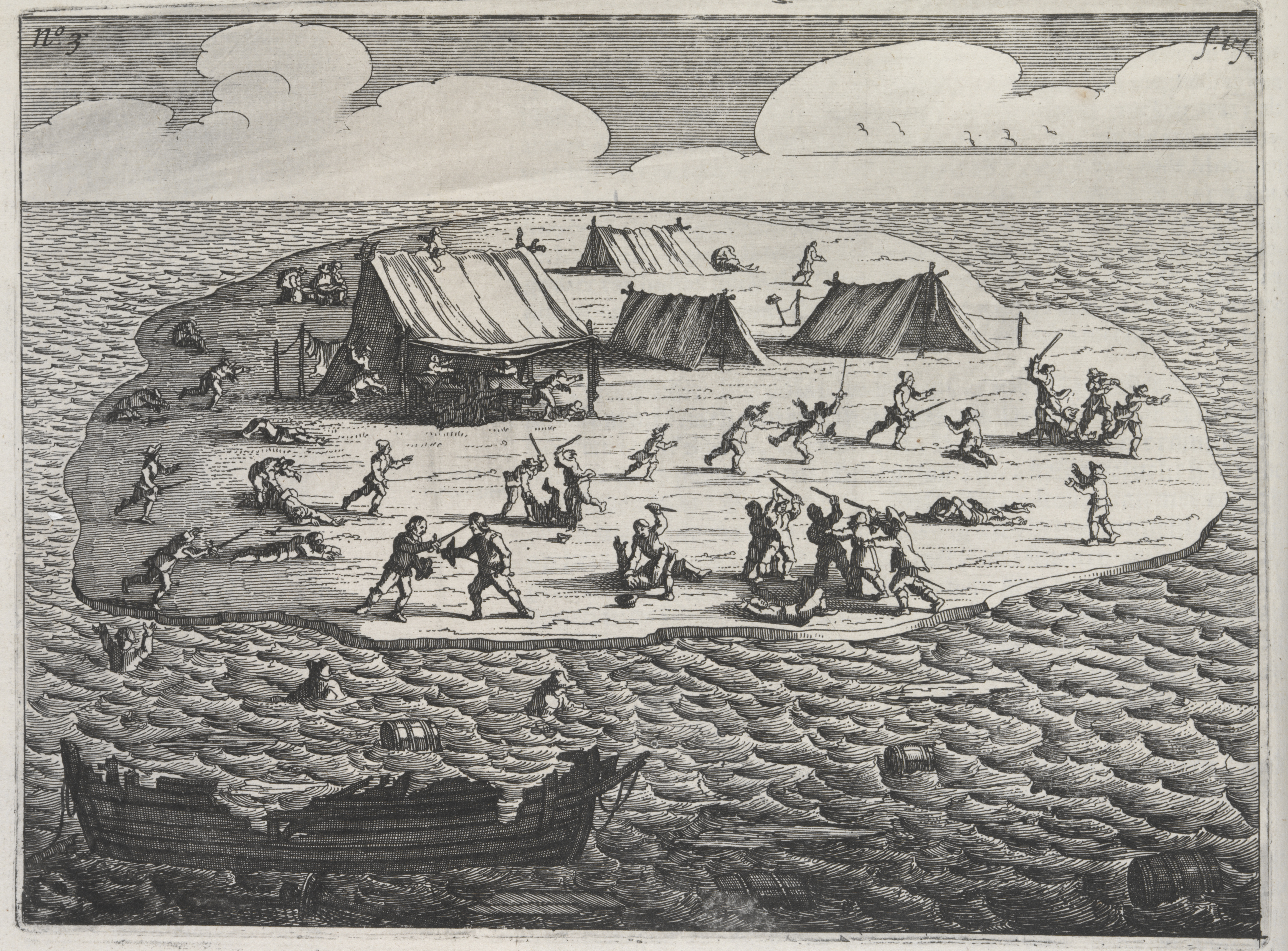
Massaker auf Beacon Island, Kupferstich 1647

Während eines Sturms steuerte Jakobsz das Schiff vom Kurs, um einem VOC-Urteil zu entgehen, da er mit Cornelisz wegen verantwortungslosen Verhaltens von Pelsaert angeklagt wurde. Das Schiff lief daraufhin auf ein Riff vor den Abrolhos-Inseln auf und ging verloren. Mehr als 200 Passagiere konnten sich an Land retten. Doch dann bemerkten sie, dass es auf den Inseln kaum Schutz, Nahrung oder Trinkwasser gab. Als einige Menschen an Dehydrierung starben, beschlossen Pelsaert, Jacobsz und einige andere Offiziere, nach Batavia zu rudern, um dort Hilfe zu holen.

### Die Meuterei
Als Unterkaufmann war Cornelisz der letzte in einer höheren Position und wurde als Anführer anerkannt. Er verlangte von allen Schiffbrüchigen, ihm ihre Waffen auszuhändigen. Cornelisz’ erstes Ziel auf den Abrolhos war, die Schwachen und Verletzten zu liquidieren, um so mehr Nahrung für sich und seine Handlanger zu haben. So wurden die Schwachen im Geheimen ermordet. Eine Gruppe Soldaten, unter anderem Wiebbe Hayes, wurden für eine aussichtslose Suche nach Trinkwasser auf eine andere Insel gebracht. Sie wurden dort ohne Boot zurückgelassen.
Cornelisz herrschte etwa drei Monate auf der Insel, wobei er und seine Handlanger verantwortlich für den Tod von etwa 100 Männern, Frauen und Kindern waren. Aufzeichnungen und Leichenfunde zeigen die brutale Art und Weise der Tötungen: Die Opfer wurden teilweise erdrosselt, ertränkt, zu Tode geprügelt und in Stücke zerhackt. Einige Frauen wurden sexueller Gewalt ausgesetzt.
Die Gruppe von Soldaten, einschließlich Wiebbe Hayes, die auf eine benachbarte Insel geschickt worden war, um nach Wasser zu suchen, wurde unerwartet fündig und entdeckte auch Wallabys. Sie sendeten ein Rauchsignal aus, das Überlebende anzog, die sie vor den Ermordungen und Tötungen warnten. Sie errichteten gegen die Meuterer auf einem Hügel eine Verteidigungsmauer aus Stein. Die Meuterer standen nun einer vorgewarnten und verstärkten Gruppe in guter Verfassung gegenüber. Cornelisz, der wusste, dass jedes Rettungsschiff zuerst die Soldaten sichten würde, inszenierte zwei Missionen, um sie zu töten. Nachdem jedoch beide Versuche gescheitert waren, versuchte er persönlich, mit den Soldaten zu verhandeln und sie unter sein Kommando zu bringen, was jedoch zu seiner Gefangennahme und dem Tod von drei seiner Leutnants führte. Ein anderer Meuterer, Wouter Loos, plante anschließend eine Rettung unter Einsatz von Musketen. Sie konnten drei der Soldaten töten. Aber während des Angriffs wurde das langersehnte Schiff des Kommandanten François Pelsaert gesichtet. Beide Gruppen schickten jeweils ein Boot zum Schiff, um ihren Standpunkt darzulegen. Hayes erreichte das Schiff zuerst, woraufhin die Meuterer schnell kapitulierten.

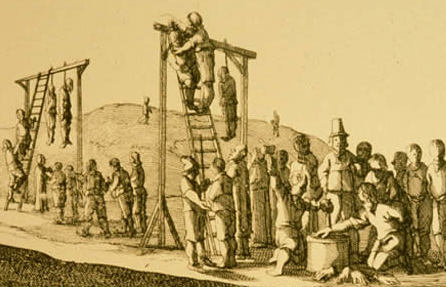
Hinrichtung, Lucas de Vries 1649

### Hinrichtung
Cornelisz und seine Männer wurden anschließend gefoltert, um ein Geständnis zu erzwingen. Cornelisz und sechs seiner Komplizen wurden auf Long Island hingerichtet, wobei jedem vor der Hinrichtung eine Hand abgeschnitten wurde. Da Cornelisz der Anführer war, wurden ihm beide Hände abgetrennt. Looes und der Kajütenjunge Pelgrom wurden von der Hinrichtung verschont und stattdessen auf dem Festland ausgesetzt. Sie waren somit die ersten Europäer, die auf dem australischen Festland lebten. Dort verloren sich ihre Spuren.

## Rezeption
In seinem Buch Batavia’s Graveyard: The True Story of the Mad Heretic Who Led History’s Bloodiest Mutiny von 2002 kommt der Historiker Mike Dash zu dem Schluss, dass Cornelisz höchstwahrscheinlich ein Psychopath war und unter Neurolues als Folge seiner Syphilis-Erkrankung litt.
2005 verfasste die niederländische Autorin Rachel van Kooij ein Abenteuerbuch für Jugendliche unter dem Titel Der Kajütenjunge des Apothekers, das u. a. mit dem Kinderbuchpreis der Stadt Wien und dem Österreichischen Kinder- und Jugendbuchpreis ausgezeichnet wurde.
2009 erschien das dreibändige Comic-Buch Jeronimus mit Zeichnungen von Jean-Denis Pendanx und einem Text von Christophe Dabitch.
Paul Verhoevens Projekt, die Geschichte auf Grundlage des Buchs von Mike Dash unter dem Titel Batavia's Graveyard mit einem Drehbuch von Gerard Soeteman zu verfilmen, scheiterte u. a. an Finanzierungsproblemen.